# Шомозеро
Шомозеро — пресноводное озеро на территории Оштинского сельского поселения Вытегорского района Вологодской области.

## Физико-географическая характеристика
Площадь озера — 1,2 км². Располагается на высоте 97,3 метров над уровнем моря.
Форма озера продолговатая: оно более чем на полтора километра вытянуто с севера на юг. Берега каменисто-песчаные, преимущественно заболоченные.
С северной стороны озера вытекает Шомручей, впадающий с левого берега в реку Мегру, впадающую, в свою очередь, в Онежское озеро.
Острова на озере отсутствуют.
Населённые пункты и автодороги вблизи водоёма отсутствуют.
Код объекта в государственном водном реестре — 01040100611102000020124.